# Alfieri (Elio e le Storie Tese)
Alfieri è un brano musicale degli Elio e le Storie Tese. È stato inciso per la prima volta nella cassetta Not Unpreviously Unreleased'nt, del 1993, e incluso successivamente nella raccolta Del meglio del nostro meglio Vol. 1, del 1997, nel CD brulé Grazie per la splendida serata del 2005, e nel cofanetto Dei megli dei nostri megli del 2014.
La canzone non è mai stata pubblicata negli album di inediti del gruppo, ma ha fatto parte fin dagli anni ottanta della scaletta delle loro esibizioni dal vivo, nelle quali rappresentava spesso il brano conclusivo.

## Descrizione
Il brano si contraddistingue per il fatto che la prima strofa è cantata da Elio, la seconda da Faso, la terza da Cesareo, e la quarta da Rocco Tanica, più una strofa finale cantata da tutti e quattro. Ne esistono anche versioni con strofe aggiuntive cantate da Christian Meyer e Feiez. Inoltre, il testo della canzone non è fisso, e può variare sensibilmente nelle diverse interpretazioni. Un'altra caratteristica è il fatto che per la maggior parte del brano, l'unico accompagnamento musicale è costituito dalla tastiera di Rocco Tanica. Il riferimento all'"uomo del Giappone", che appare in questo come in altri brani del gruppo, è probabilmente una citazione della serie a fumetti Un uomo un'avventura, edita negli anni settanta dalla Cepim, un albo della quale aveva appunto come titolo L'uomo del Giappone
La melodia del brano ricorda da vicino quella del canto di chiesa Il tuo popolo in cammino di Pierangelo Sequeri. Rocco Tanica ha dichiarato a tal proposito che si tratta di un plagio al 90% involontario, e che il gruppo si è accorto della somiglianza solo tempo dopo aver composto il brano.